# Деспот (титул)
У Візантійській імперії деспот (від грец. Δεσπότης, «владика») — титул, що дарується імператором найнаближенішим особам. Був введений імператором Мануїлом I Комніним в XII столітті. Деспот мав право носити одяг, схожий з одягом імператора, і мав інші привілеї. Крім того, в управління деспотові віддавалися окремі провінції (наприклад, Епірський деспотат). Титулом деспота зазвичай нагороджувалися усиновлені діти і молодші сини. Пізніше цей титул став іноді даруватися чужинцям. Територія, керована деспотом, називалася деспотат.
Титул деспота носили також правителі сусідніх з Візантією країн:
- Сербії в XV ст. (Сербська деспотовина), див Сербська деспотія
- Болгарії
- Албанії в XV ст. (див. Князівство Музака)

## Історія титулу в Болгарії
Першим відомим носієм титулу деспота в Болгарії став Алексій Слав, який отримав цей титул від Латинського імператора Генріха I Фландрського в 1208 році і контролював багато земель у Родопах і Східній Македонії.
Після смерті в 1241 році Болгарського царя Івана Асена II і після боротьби за болгарський престол, що послідувала за цим, Болгарська держава ослабла і низка вельмож оголосили про незалежність своїх володінь. Так 1261 року утворився Видинський деспотат, який був повністю незалежним при перших деспотах Якові Святославі і Шишмані I.

## Деспотати
- Епірський деспотат
- Морейський деспотат
- Деспотат Ангелокастрон і Лепанто
- Деспотат Арті